# Undoneura fasciculata
Undoneura fasciculata är en tvåvingeart som beskrevs av Fedotova 2006. Undoneura fasciculata ingår i släktet Undoneura och familjen gallmyggor. Inga underarter finns listade i Catalogue of Life.